# Шенин блан
Шенин блан (на френски: Chenin blanc) е стар бял винен сорт грозде с произход от долината на река Лоара, Франция. За пръв път е споменат в документи през 845 г. Освен във Франция (9756 ха) е разпространен и в Южна Африка, (19161 ха, 25 % от всички насаждения), Калифорния, (САЩ)(9489 ха), Аржентина (3030 ха), Австралия (684 ха), Нова Зеландия (100 ха), Чили, Мексико и Израел. Съществуват няколко сортови разновидности.
Познат е и с наименованията: Шенен Блан, Пино д’Анжу, Пино бланко, Стийн, Шенен белый, Гро шенен, Пино дьо ла Лоар и др.
Късно зреещ сорт. Лозите се отличават със среден растеж и висока родовитост. Средно устойчив на плесени и сиво гниене.
Гроздът е среден, цилиндично-коничен или крилат, плътен. Зърната са средни, сферични, жълтеникави до златистожълти, с восъчен налеп. Кожицата е тънка и твърда. Вътрешността е сочна. Когато гроздовете бъдат атакувани от благородна плесен (Botrytis cinerea) те променят цвета си до бледомораво-кафяв, после започват да се свиват, а крайният резултат е изключително сладко грозде с концентрирани вкусове, от което се правят изключителни десертни вина.
Във Франция Шенин блан се използва за получаване на висококачествени бели вина – сухи (Jasnières, Savennières, Vouvray, Montlouis, Anjou, Saumur), десертни (Bonnezeaux, Coteaux du Layon, Coteaux de l'Aubance, Jasnières, Quarts de Chaume, Savennières, Vouvray, Montlouis) и пенливи (Crémant de Loire, Montlouis-sur-Loire, Saumur, Vouvray). Приготвеното от ботритизирано грозде десертно вино Vouvray е едно от най-добрите сладки бели вина в света. Вината се отличават с аромати на мед, кайсия, цветя и орехи. Когато са млади са леки, свежи, минерални, а най-добрите от тях след дълго отлежаване са изключително сухи с меден нюанс в дълбочина и изключителен послевкус. Поради високото киселинно съдържание на Шенин Блан в другите страни често се купажира с други вина, с изключение на Франция, където обикновено се правят само сортови вина.